# PRKDC
La subunidad catalítica de la proteína cinasa dependiente de ADN (PRKDC) es una proteína codificada en humanos por el gen PRKDC.

## Función
PRKDC es la subunidad catalítica de una serina/treonina proteína cinasa no específica nuclear dependiente de ADN denominada DNA-PK. El segundo componente es el antígeno autoinmune Ku. Esta proteína es inactiva y depende de Ku para dirigirse a los extremos del ADN y poner en funcionamiento su actividad cinasa. PRKDC es requerida en el proceso de recombinación no homóloga durante la reparación del ADN, que religa los cortes existentes en las dobles hebras. También es requerida en el proceso de recombinación V(D)J, un proceso que utiliza la recombinación no homóloga para promover la diversidad del sistema inmune. Ratones knockout para el gen PRKDC presentan inmunodeficiencia combinada severa debido al defecto en la recombinación V(D)J.
Se han identificado numerosas proteínas como sustratos para la actividad cinasa de PRKDC. La autofosforilación de PRKDC parece jugar un importante papel en la recombinación no homóloga y se piensa que induce un cambio conformacional que le permite a las enzimas que procesan los extremos, acceder a dichos extremos de los cortes producidos en la doble hebra de ADN. PRKDC también coopera con ATR y ATM para fosforilar proteínas implicadas en el ciclo celular.

## Interacciones
La proteína PRKDC ha demostrado ser capaz de interaccionar con:
- NCOA6[3]
- CHEK1[4][5]
- WRN[4][6]
- RPA2[7]
- ILF3[8]
- DCLRE1C[9]
- ILF2[8]
- Ataxia telangiectasia mutada[4][10]
- Ku80[11][12][13]
- CDC5L[14]
- p53[4][5][15]
- CIB1[16]
- C1D[15]
- CHUK[17]